# Sunwin
Sunwin — подразделение китайской компании SAIC по производству автобусов, троллейбусов и электробусов со штаб-квартирой в Шанхае.

## История
Соглашения между SAIC и Volvo были подписаны в 1996 году, что послужило основой создания совместного предприятия. Это соглашение было разработано под руководством муниципального правительства Шанхая и различных комиссий национального уровня. Окончательное соглашение о создании совместного предприятия было подписано 30 июня 2000 года.
Компания Sunwin была основана 8 августа 2000 года. В 2001 году компания начала свою деятельность. Первое время компания выпускала автобусы на шасси Volvo B7RLE и Volvo B7R. Двигатели соответствовали стандарту Евро-2. Первым автобусом компании стал Sunwin SWB6125, а позднее компания Sunwin выпустила автобус SWB6116.
В 2005 году планировалось, что к 2006 году доля китайского рынка составит 85%, однако этого не произошло. Пекинский перевозчик Bus Rapid Transit приобрёл сочленённые автобусы Changjiang-Iveco и Youngman.
В апреле 2018 года компания Volvo Bussar прекратила сотрудничество с SAIC, поскольку считалось, что компания не в состоянии вложить свои инвестиции.

## Модельный ряд

### Volvo
- SWB6180LF (шасси Volvo B9SALF)
- SWB6128V8LF
- SWB6128V8
- SWB6120V6LE (шасси Volvo B7RLE)
- SWB6120V4LE (шасси Volvo B7RLE)
- SWB6120V6
- SWB6120V4
- SWB6100V7 — опытный автобус
- SWB6100V5
- SWB6100V2
- SWB6120V3
- SWB6120KHV2-3
- SWB6120KHV-3
- SWB6125
- SWB6120PHEV5 (шасси Volvo B5RLEH) — опытный гибридный автобус

### Shenwo
- SWB6188LF[4]
- SWB6108CHEV9 — гибридный автобус
- SWB6128FCEV01 — газомоторный автобус
- SWB6127QLE
- SWB6127CHEV2
- SWB6107CHEV1
- SWB6121EV6
- SWB6121SC
- SWB6121EV13
- SWB6121EV12
- SWB6121EV7
- SWB6117EV4
- SWB6121EV5
- SWB6121EV2
- SWB6107CHEV3
- SWB6121EV58
- SWB6127PHEV3
- SWB6121EV59
- SWB6107PHEV8
- SWB6117Q8
- SWB6127CHEV
- SWB6127PHEV1
- SWB6107SHEV1
- SWB6127PHEV2
- SWB6127N8
- SWB6127HG4ALE
- SWB6107Q8
- SWB6105F2
- SWB6127
- SWB6127Q8
- SWB6107PHEV9
- SWB6107CHEV
- SWB6107HG4
- SWB6117HG4
- SWB6107MG4
- SWB6127HG4LE
- SWB6107PHEV10
- SWB6127PHEV4
- SWB6117MG4
- SWB6117HG4LE
- SWB6121EV57
- SWB6107HG5
- SWB6127LNG2
- SWB6107LNG
- SWB6127Q6
- SWB6107Q
- SWB6121EV3
- SWB6127HG4LE1
- SWB6107HG41
- SWB6117HG4LE1
- SWB6117HG5
- SWB6127PHEV5
- SWB6128BEV31
- SWB6128EV56
- SWB6128BEV23
- SWB6188BEV21
- SWB6108EV47
- SWB6108BEV32
- SWB6108BEV04
- SWB6128BEV01
- SWB6128BEV22
- SWB6128EV52
- SWB6128BEV59 — электробус
- SWB6868BEV61
- SWB6868BEV64
- SWB6129BEV38
- SWB6109BEV36
- SWB6109BEV63 — городской автобус
- SWB6109BEV39G

## Галерея
- Sunwin SWB6125 на базе Volvo B7RLE
- Sunwin SWB6116MG
- Sunwin SWB6108BEV32
- Sunwin SWB6120V4 на базе Volvo B7R
- Sunwin SWB6120V4 на базе Volvo B7RLE
- Sunwin SWB6120V4 следует из аэропорта Шанхай Пудун
- Sunwin SWB6120V4LE на базе Volvo B7RLE
- Sunwin SWB6120V6LE
- Sunwin SWB6120V6LE
- Sunwin SWB6120V3
- Sunwin SWB6100V2
- Sunwin SWB6100V5
- Sunwin SWB6120KHV2-3
- Sunwin SWB6128V8LF
- Sunwin SWB6128V8LF
- Троллейбусы Sunwin SWB5105KGP-3
- Sunwin SWB6107HG4
- Sunwin SWB6129BEV38
- Sunwin SWB6100V2
- Sunwin SWB6115Q7-3
- Sunwin SWB6115Q7-3
- Sunwin SWB6127Q8